# Amphisphaeriales
Amphisphaeriales D. Hawksw. & O.E. Erikss. – rząd workowców należący do klasy Sordariomycetes.

## Systematyka
Pozycja w klasyfikacji według Index Fungorum: Amphisphaeriales, Xylariomycetidae, Sordariomycetes, Pezizomycotina, Ascomycota, Fungi.
Według kodeksu Index Fungorum, który bazuje na Dictionary of the Fungi, do rzędu Amphisphaeriales należą rodziny:
- Amphisphaeriaceae G. Winter 1885
- Appendicosporaceae Samarak. & K.D. Hyde 2022
- Bartaliniaceae Wijayaw., Maharachch. & K.D. Hyde 2015
- Clypeosphaeriaceae G. Winter 1886
- Discosiaceae Maharachch. & K.D. Hyde 2015
- Pestalotiopsidaceae Maharachch. & K.D. Hyde 2015
- Phlogicylindriaceae Senan. & K.D. Hyde 2015
- Pseudotruncatellaceae Crous 2019
- Sporocadaceae Corda 1842[1].